# Iheringichthys
Iheringichthys là một chi cá da trơn trong họ Pimelodidae.

## Các loài
HIện tại có 3 loài được ghi nhận:
- Iheringichthys labrosus (Lütken, 1874)
- Iheringichthys megalops C. H. Eigenmann & Ward, 1907
- Iheringichthys syi Azpelicueta & Britski, 2012[2]